# جوردن وليامز (لاعب اتحاد الرغبي)
جوردن وليامز (بالإنجليزية: Jordan Williams)‏ هو لاعب اتحاد الرغبي بريطاني، ولد في 20 سبتمبر 1993 في سوانزي في المملكة المتحدة.

## وصلات خارجية
- جوردن وليامز على موقع سلسلة سباعيات الرغبي العالمية - رجال (الإنجليزية)